# I Like It When You Sleep, for You Are So Beautiful Yet So Unaware of It
I Like It When You Sleep, for You Are So Beautiful yet So Unaware of It  (en español: —«Me Gusta Cuando Duermes, Porque Eres Tan hermosa Pero Tan Inconsciente De Ello»—) es el segundo álbum de estudio de la banda inglesa The 1975, lanzado el 26 de febrero de 2016 a través de Dirty Hit y Polydor.
En 2014, el líder Matty Healy lanzó una serie de tuits crípticos que contenían letras del álbum, revelando su título al año siguiente. Después de que sus cuentas sociales fueran eliminadas y restablecidas con una nueva identidad visual, la banda confirmó oficialmente el álbum en septiembre de 2015, un mes antes de que «Love Me» fuera lanzado como el sencillo principal. En el transcurso de cinco meses, «Ugh!», «Somebody Else» y «The Sound» fueron lanzados como singles, con «A Change of Heart» lanzado cuatro días antes del lanzamiento. «She's American» y «Loving Someone» se lanzaron más tarde en noviembre de 2016 y febrero de 2017 como los sencillos finales. 
Tras su lanzamiento, el álbum recibió críticas positivas de parte de la prensa especializada, y fue considerado por muchos como uno de los mejores de 2016. También fue un éxito comercial, encabezando las listas en el Reino Unido y los Estados Unidos, y su box set recibió una nominación a la «Mejor presentación en caja o edición especial limitada» en los Premios Grammy de 2017.

## Antecedentes
Después de que la banda lanzó su álbum debut homónimo, en 2013, pasaron 2015 grabando principalmente su siguiente disco.
El 1 de junio, se eliminaron las cuentas de Twitter de la banda, lo que provocó especulaciones masivas tanto de los fanáticos como de los medios de comunicación de que la banda se había separado. El 2 de junio, Healy tuiteó nuevamente, pero reveló una historieta cómica y simbólica que contenía el mensaje de que la banda había entrado en pausa. Una imagen borrosa en el Instagram de Healy titulada «The 1975-2» anticipó su lanzamiento. El mismo día, se restablecieron las cuentas de redes sociales.
El tuit de Healy con el nombre de su segundo álbum fue verificado a finales de octubre de 2015 con «Love Me» (un «nuevo single muy funky», según Spin) lanzado el 8 de octubre.

## Promoción

### Sencillos
El 8 de octubre de 2015, The 1975 lanzó "Love Me" como sencillo del álbum después del anuncio y se jugó por primera vez en la BBC.
El 10 de diciembre, tocaron por primera vez "UGH!", El segundo sencillo del álbum, en Beats 1 de Apple Music.
"The Sound" se estrenó en Radio 1 el 14 de enero de 2016, y fue lanzado como un sencillo de radio el 19 de febrero. El video musical se estrenó 6 días después.
"Somebody Else" debutó en Beats 1 con Zane Lowe el 15 de febrero y se lanzó en iTunes y Spotify el 16 de febrero. El video musical debutó el 7 de julio.
El siguiente sencillo, "A Change of Heart" debutó en BBC Radio 1 con Annie Mac el 22 de febrero.
Un video de "She's American" fue filmado, pero nunca fue lanzado.
"Loving Someone" fue lanzado como el séptimo sencillo.

### Gira
La gira del álbum comenzó el 9 de noviembre de 2015 en Liverpool. La banda tocó en el Reino Unido en noviembre y en los Estados Unidos en diciembre, en Asia y Oceanía en enero de 2016, en Europa en marzo y abril y en los EE. UU. Entre abril y mayo. Están programados para tocar en nueve festivales durante el verano, incluyendo Firefly Music Festival en junio y Reading y Leeds Festivals en agosto.
El 25 de julio, la banda anunció un North American Tour for Fall, que comenzará el 1 y 2 de octubre en The Meadows Music & Arts Festival, y luego tocará en tres fechas en México, la primera en el país. Se estima que a partir de julio de 2017, la banda habrá realizado más de 150 conciertos para este ciclo de álbum

## Arte
Las ilustraciones y el diseño del álbum fueron creados por Samuel Burgess-Johnson y fotografiados por David Drake.

## Lista de canciones
Todas las canciones fueron compuestas por George Daniel, Adam Hann, Matty Healy, y Ross MacDonald.
Todas las canciones escritas y compuestas por George Daniel, Adam Hann, Matty Healy, and Ross MacDonald. 
| N.º | Título                                                                    | Duración |  |
| 1.  | «The 1975»                                                                | 1:23     |  |
| 2.  | «Love Me»                                                                 | 3:42     |  |
| 3.  | «Ugh!»                                                                    | 3:00     |  |
| 4.  | «A Change of Heart»                                                       | 4:43     |  |
| 5.  | «She's American»                                                          | 4:30     |  |
| 6.  | «If I Believe You»                                                        | 6:20     |  |
| 7.  | «Please Be Naked»                                                         | 4:25     |  |
| 8.  | «Lostmyhead»                                                              | 5:19     |  |
| 9.  | «The Ballad of Me and My Brain»                                           | 2:51     |  |
| 10. | «Somebody Else»                                                           | 5:47     |  |
| 11. | «Loving Someone»                                                          | 4:20     |  |
| 12. | «I Like It When You Sleep, for You Are So Beautiful yet So Unaware of It» | 6:26     |  |
| 13. | «The Sound»                                                               | 4:08     |  |
| 14. | «This Must Be My Dream»                                                   | 4:12     |  |
| 15. | «Paris»                                                                   | 4:53     |  |
| 16. | «Nana»                                                                    | 3:58     |  |
| 17. | «She Lays Down»                                                           | 3:58     |  |